# Paul Nash (athlétisme)
Paul Nash (né le 20 janvier 1947) est un athlète sud-africain, spécialiste du sprint. Il codétient le record du monde du 100 mètres en 1968 avec le temps de 10 s 0.

## Biographie
Le 2 avril 1968, à Krugersdorp, Paul Nash signe le temps de 10 s 0 sur 100 m, et égale à cette occasion le record du monde de la discipline détenu conjointement par six autres athlètes : l'Allemand Armin Hary, le Canadien Harry Jerome, le Vénézuélien Horacio Esteves, les Américains Bob Hayes et Jim Hines, et le Cubain Enrique Figuerola. Trois autres athlètes, Oliver Ford, Charles Greene et Roger Bambuck établissent par la suite ce même temps lors de la saison 1968. L’Afrique du Sud étant exclue des Jeux olympiques par le Comité international olympique, il ne participe pas aux Jeux olympiques de Mexico. Il demeure le seul athlète africain à détenir le record mondial du 100 m.

## Records
| Épreuve | Performance | Lieu        | Date         |
| ------- | ----------- | ----------- | ------------ |
| 100 m   | 10 s 0 (RM) | Krugersdorp | 2 avril 1968 |